# Miloš Radulović
Miloš Radulović, cyr. Милош Радуловић (ur. 22 lutego 1929, zm. 15 października 2017) – czarnogórski polityk, ekonomista i nauczyciel akademicki, rektor Uniwersytetu Czarnogóry (1986–1990), w czerwcu 1993 pełniący obowiązki prezydenta Federalnej Republiki Jugosławii.

## Życiorys
Absolwent studiów ekonomicznych na Uniwersytecie Lublańskim. Doktoryzował się na wydziale ekonomicznym Uniwersytetu w Belgradzie. Jako nauczyciel akademicki związany z Uniwersytetem Czarnogóry, na którym doszedł do stanowiska profesora. W latach 1974–1978 pełnił funkcję dziekana wydziału ekonomicznego, a od 1986 do 1990 był rektorem uniwersytetu.
Działacz komunistyczny, był członkiem kierownictwa centrum zajmującego się marksizmem. Po przemianach politycznych należał do postkomunistycznej Demokratycznej Partii Socjalistów Czarnogóry. W latach 1992–1996 przewodniczył izbie wyższej parlamentu Federalnej Republiki Jugosławii. Od 1 do 25 czerwca 1993 pełnił obowiązki prezydenta federacji. Od 1996 do 1999 zajmował stanowisko ambasadora w Wielkiej Brytanii.